# Gniewkowo
Gniewkowo é um município da Polônia, na voivodia da Cujávia-Pomerânia e no condado de Inowrocław. Estende-se por uma área de 9,18 km², com 7 202 habitantes, segundo os censos de 2017, com uma densidade de 784,5 hab/km².